# بخش آربوگا
بخش آربوگا (به سوئدی: Arboga kommun) یک ناحیه شهری در سوئد است که در شهرستان وستمانلاند واقع شده‌است.

## خواهرخوانده
شهر Hollola خواهرخواندهٔ بخش آربوگا هست.